# Inno nazionale di Panama
L'inno nazionale di Panama è anche noto come Himno istmeño dal titolo del brano studentesco di Santos Jorge da cui deriva. Il testo è di Jerónimo de la Ossa.

## Testo
Alcanzamos por fin la victoria

En el campo feliz de la unión;

Con ardientes fulgores de gloria

Se ilumina la nueva nación.
Es preciso cubrir con un velo

Del pasado el calvario y la cruz;

Y que adorne el azul de tu cielo

De concordia la espléndida luz.
El progreso acaricia tus lares.

Al compás de sublime canción,

Ves rugir a tus pies ambos mares

Que dan rumbo a tu noble misión.
En tu suelo cubierto de flores

A los besos del tibio terral,

Terminaron guerreros fragores;

Sólo reina el amor fraternal.
Adelante la pica y la pala,

Al trabajo sin más dilación,

Y seremos así prez y gala

De este mundo feraz de Colón.